# San Diego Chargers 1962
La stagione 1962 dei San Diego Chargers è stata la terza della franchigia nell'American Football League. La squadra veniva da un record di 12-2 ma scese a 4-10, la sua unica annata con un record negativo nei suoi dieci anni nell'AFL. A contribuire alla stagione negativa vi furono gli infortuni dell'attacco: il promettere ricevitore rookie Lance Alworth saltò le ultime dieci partite per un problema a un ginocchio, Paul Lowe si ruppe un braccio e saltò l'intera annata e il quarterback Jack Kemp si ruppe un dito dopo due partite. Kemp fu sorprendentemente svincolato dopo l'infortunio, firmando con i Buffalo Bills per 100 dollari, lasciando i Chargers con soli quarterback rookie per il resto dell'anno.

## Roster
| Roster dei San Diego Chargers nel 1962 |
| --- |
| Quarterback - 16 Val Keckin QB - 21 John Hadl QB Running Back - 35 Hezekiah Braxton FB - 20 Gerry McDougall FB - 22 Keith Lincoln FB - 40 Bob Jackson FB Wide Receiver - 29 Jerry Robinson FL - 88 Don Norton E Tight End - 67 Jacque MacKinnon TE - 83 Dave Kocourek TE - 89 Reggie Carolan TE Offensive Linemen - 52 Don Rogers C - 64 Pat Shea G - 65 Sam Gruneisen C-G - 70 Sherman Plunkett T - 74 Ron Mix T - 75 Ernie Wright T - 78 Dick Hudson G Defensive Linemen - 76 Henry Schmidt - 77 Ernie Ladd DT - 79 Bill Hudson DT - 80 Ron Nery DE - 86 Earl Faison DE Linebacker - 50 Chuck Allen LB - 55 Frank Buncom LB - 56 Emil Karas LB - 82 Bob Mitinger LB - 84 Paul Maguire LB-P Defensive Back - 25 Claude "Hoot" Gibson CB - 36 Dick Harris CB - 43 Bobby Bethune S - 47 Bud Whitehead Special Team - 39 George Blair DB-K Lista delle riserve - 19 Lance Alworth FL (IR) - 51 Wayne Frazier C (IR) - 23 Paul Lowe HB (IR) - 27 Charlie McNeil S (IR)                      |
| Legenda - I rookie sono in corsivo. - Il primo ruolo è il principale mentre gli eventuali successivi indicano i ruoli secondari. - (IR) sta per Injured Reserve ed indica la lista ristretta per un solo giocatore infortunato che può tornare ad allenarsi dopo la settimana 6 e a rientrare in prima squadra dopo che questa ha giocato 8 partite. - (NF-Inj.) / (NF-Ill.) stanno rispettivamente per Non-Football Injured e Non-Football Illness ed indicano le liste dove viene inserito un giocatore che ha un infortunio o una malattia non dipendente dal football americano. - (PUP) sta per Physically Unable to Perform ed indica la lista dove viene inserito un giocatore mentre è in attesa di recuperare la condizione fisica. Nella stagione regolare dopo la sesta partita giocata dalla propria squadra, il giocatore ha tempo tre settimane per riprendere ad allenarsi, più tre settimane aggiuntive dal suo rientro agli allenamenti per rientrare in prima squadra. |

## Calendario

### Stagione regolare
| Stagione regolare |                    |                    |                    |                    |                              |                    |
| Turno             | Data               | Avversario         | Risultato          | Record             | Stadio                       | Pubblico           |
| 1                 | 7 settembre        | at Denver Broncos  | S 21–30            | 0–1                | University of Denver Stadium | 28,000             |
| 2                 | 16 settembre       | New York Titans    | V 40–14            | 1–1                | Balboa Stadium               | 22,003             |
| 3                 | 23 settembre       | Houston Oilers     | S 17–42            | 1–2                | Balboa Stadium               | 28,061             |
| 4                 | 30 settembre       | at Oakland Raiders | V 42–33            | 2–2                | Frank Youell Field           | 13,000             |
| 5                 | 7 ottobre          | Dallas Texans      | V 32–28            | 3–2                | Balboa Stadium               | 23,092             |
| 6                 | 13 ottobre         | at Buffalo Bills   | S 10–35            | 3–3                | War Memorial Stadium         | 20,074             |
| 7                 | 19 ottobre         | at Boston Patriots | S 20–24            | 3–4                | Boston University Field      | 20,888             |
| 8                 | 28 ottobre         | at New York Titans | S 3–23             | 3–5                | Polo Grounds                 | 21,467             |
| 9                 | 4 novembre         | Denver Broncos     | S 20–23            | 3–6                | Balboa Stadium               | 20,827             |
| 10                | 11 novembre        | Buffalo Bills      | S 20–40            | 3–7                | Balboa Stadium               | 22,204             |
| 11                | Settimana di pausa | Settimana di pausa | Settimana di pausa | Settimana di pausa | Settimana di pausa           | Settimana di pausa |
| 12                | 25 novembre        | at Houston Oilers  | S 27–33            | 3–8                | Jeppesen Stadium             | 28,235             |
| 13                | 2 dicembre         | Oakland Raiders    | V 31–21            | 4–8                | Balboa Stadium               | 17,874             |
| 14                | 9 dicembre         | Boston Patriots    | S 14–20            | 4–9                | Balboa Stadium               | 19,887             |
| 15                | 16 dicembre        | at Dallas Texans   | S 17–26            | 4–10               | Cotton Bowl                  | 18,384             |

Nota: gli avversari della propria division sono in grassetto.

## Classifiche
| AFL Western Division |    |    |   |      |     |     |     |     |
|                      | V  | S  | P | %    | DIV | PF  | PS  | STR |
| Dallas Texans        | 11 | 3  | 0 | .786 | 5–1 | 389 | 233 | V2  |
| Denver Broncos       | 7  | 7  | 0 | .500 | 4–2 | 353 | 334 | S5  |
| San Diego Chargers   | 4  | 10 | 0 | .286 | 3–3 | 314 | 392 | S2  |
| Oakland Raiders      | 1  | 13 | 0 | .071 | 0–6 | 213 | 370 | V1  |